# Jewell (Kansas)
Pour les articles homonymes, voir Jewell.
La ville américaine de Jewell est située dans le comté de Jewell, dans l’État du Kansas. Lors du recensement de 2010, sa population s’élevait à 432 habitants.

## Source
- (en) Cet article est partiellement ou en totalité issu de l’article de Wikipédia en anglais intitulé « Jewell, Kansas » (voir la liste des auteurs).